# Božična zgodba
Božična zgodba (tudi božična povest, božična črtica ali božična slika) je kratka, do 3000 besed dolga sentimentalna pripoved poučne narave, z božično tematiko, navadno tudi objavljena okrog božiča.
Slovenske božične zgodbe so se pojavile v 19. stoletju, objavljali so jih v koledarjih, v božičnih prilogah ali v podlistku dnevnega časopisja (katoliškega in liberalskega) in v revijah (Slovenec, Domoljub, Slovenski narod, Edinost, Dom in svet, Zvonček, Zgodnja Danica). Gre za prevode, priredbe, anonimne in izvirne tekste. Prikazujejo izsek iz življenja osrednje osebe, drugih oseb je malo, značilen je le en dogodek (ki je lahko tudi notranje doživetje), ki se zgodi na sveti večer in  ima za osebo usodne posledice. Pripovedovalec je prvoosebni ali tretjeosebni, slednji je pogostejši. Božična zgodba je sorodna poučni in vzgojni ljudski povesti.
Prva in najbolj znana božična zgodba je zgodba o Jezusovem rojstvu, ki se je zaradi trdosrčnosti betlehemskih prebivalcev, ki Mariji in Jožefu niso hoteli nuditi prenočišča, rodil v hlevu. V zgodbi nastopajo angeli, ki oznanjajo mir ljudem, in pastirji, ki so prvi doživeli veselje in izpolnitev hrepenenja po rojstvu Odrešenika. Na tej podlagi je nastalo mnogo zgodb, pesmi in iger, ki ohranjajo svetopisemsko sporočilo, ki je prežeto s pričakovanjem, upanjem, vero in odpuščanjem.

## Vsebina
V središču zgodb so revne osebe, bogate zelo redko. Glavne osebe so sirote, revne družine, trpeče matere, pijanci, vojaki, osamljeni starejši ljudje, izgubljeni sinovi ali hčere, ki so odšli iskat boljše življenje in zapustili dom. Pogosta sta mraz in sneg, zato so prikazane premražene in lačne osebe in njihova nesreča dan pred božičem. Redko se zgodba začne nekaj dni pred svetim večerom, ampak tudi to je namenjeno vpeljavi v dogajanje na sveti večer. V posameznih primerih se zgodba dogaja na božični dan oz. v dneh po njem ali pa naslednje leto ali nekaj let kasneje, s čimer avtor navadno prikaže, kako so se stvari izboljšale. Včasih je zapisano, kje se zgodba dogaja, včasih je kraj nakazan le s prvo črko, včasih pa sploh ni določen.
Začne se s predstavitvijo glavne osebe, sledi nesreča oz. zaplet, ki povzroči trpljenje glavne osebe in težke trenutke. Velikokrat gre pri tem za posredovanje druge, negativne osebe (npr. oče je alkoholik, zato družina trpi). Nato sledi preobrat in rešitev nesrečnega dogodka oz. slabega stanja (oče vidi, da s pitjem škodi družini in zato opusti alkohol). Zgodbe se končajo srečno, z moralnim naukom, npr. da se vsako dobro dejanje poplača z dobrim. Konci so precej različni, od tega, da revnim pomagajo dobri ljudje, da siroto posvoji par brez otrok, do smrti in zamrznitev v snegu. Smrt pa ni prikazana negativno, glavne osebe umirajo z nasmehom na obrazu, saj v zadnjih blodnjah pred smrtjo doživijo nekaj lepega (npr. se srečajo z umrlimi dragimi, po smrti so spet združeni z njimi). Vsebujejo krščansko misel, da Bog vsakemu grešniku, ki se kesa, odpusti tudi najhujše grehe, zato so božične zgodbe polne upanja.
Nekatere božične zgodbe odstopajo od vzorca in se osredotočajo na glavni lik oz. njegovo doživljanje svetega večera. Redke so tudi zgodbe, ki opisujejo mračno vzdušje, kjer ni prostora za upanje, mir, ljubezen in spravo.

## Pogosti motivi
Poleg božičnih motivov (jaslice, božično drevesce, polnočnica) se pojavljajo še:
- osamljene osebe, navadno gre za starejše ljudi ali pa sirote
- vojna oz. vojak (take zgodbe so najpogostejše v času prve svetovne vojne pa tudi po njej, ko so pisatelji obujali spomine na božič v času vojne. Pisateljice so v zgodbah upodabljale spopadanje otrok in žensk z življenjem v vojnih časih doma in spoprijemanje z novicami o padlih možeh in očetih)
- izgubljeni sin/hči, ki se vrne domov
- trpeča mati, vdova, žena (npr. pijanca) ali pa zapuščena ženska, ki trpi za dobro svojih otrok
- Jezus Kristus; božična zgodba za razliko od svetopisemske zaobjema več vidikov: zgodba Marijinega in Jožefovega potovanja v Betlehem ali samo Jezusovo rojstvo, oseba, na katero Jezusovo rojstvo zelo pozitivno vpliva in ji spremeni življenje
- bogataši imajo različne vloge. Najpogosteje so postavljeni kot ošabne, egoistične osebe, ki ob božičnem času izkazujejo sočutje in dobroto revnim, navadno pa  zaidejo na slaba pota (pijača, igra na srečo), kar vodi do propada, na koncu  pa je vera tista, ki jih reši in povrne srečo družini. Ponekod pa so prikazani kot pozitivni liki in ko se jim zgodi nekaj slabega, jih reši vera v boga. Ošaben in sebičen bogataš je lahko tudi kaznovan za svoje grehe.
- pijanec je negativna oseba, ki uničuje svoje življenje in življenja ljudi okoli sebe, družina in prijatelji trpijo a so vseeno zvesti. Alkohol uničuje družine in srečo, rešitev pa je v opustitvi pijače in v veri v boga, ki odpušča vse grehe.
- sirote so revne, osamljene, čaka pa jih srečen konec. Mati odloži svoje dete na prag tuje hiše. Zgodbe, ki imajo v ospredju siroto, imajo lahko dva različna konca – siroto posvoji nova družina ali pa na sveti večer sirota umre in se tako pridruži Jezusu in staršem v nebesih, naslednji dan pa nekdo zmrznjeno truplo najde v snegu.

## Naslovi
V naslovih se pojavljajo besedne zveze sveti večer, sveta noč, božični večer in božična noč v kombinaciji z raznimi predlogi (npr. Na sveti večer, V božični noči, Bilo je na sveti večer itd.), nekateri omenjajo tudi protagonista (npr. Zadnji sveti večer Petra Martinca, Mihovega Tineta sveti večer, Mornarjev božič itd.), včasih tudi kraj dogajanja (npr. Božični večer v ječi, Božična noč na bojnem polju, Sveti večer na tujem, Božič v kitajskih vodah itd.).
Del naslova je lahko tudi oznaka literarne vrste (Pradavna božična povest, Zgodba svete noči, Božična črtica, Pripovedka o božičnem bogku itd.) in božični motivi: polnočnica, darovi, zvonovi, božično drevo, angel, mir, dete Jezus, pastirji (Zlato drevesce, Božični angel, Svetonočni mir itd.).

## Slovenski avtorji
V slovenščini je nekaj sto božičnih pripovedi, izvirnih, prevedenih in anonimnih. V žanru so se med drugimi preizkusili Ivan Albreht, Ivan Baloh, Venceslav Bele, France Bevk, Ivan Cankar, Rudolf Dolenc, Lea Fatur, Fran Saleški Finžgar, Janez Jalen, Vitomir Feodor Jelenc, Joško Kevc, Marija Kmet, Manica Koman, Zvonimir Kosem, Zofka Kveder, Ivan Lah, Jože Likovič, Bogomir Magajna, Rudolf Maister, Ksaver Meško, Fran Milčinski, Radivoj Peterlin, Just Piščanec (Levin), Jože Podslivniški, Ivan Pregelj, Alojzij Remec, Pavla Rovan, Silvin Sardenko, Slavko Savinšek, Ina Slokan (Oroslava), Gustav Strniša, Anton Sušnik, Mara Tavčar, Ivo Trošt, Jože Urbanija (Limbarski), Josip Vandot, Jakob Voljč (J. oz. I. Kosar), Venceslav Winkler.

## Tuji avtorji
Božične zgodbe najdemo pri vseh krščanskih narodih. Poleg nemških in avstrijskih se v slovenskih časopisih najbolj pojavljajo prevodi ruskih in francoskih božičnih zgodb.
- Ruski avtorji: Leonid Nikolajevič Andrejev, Natalija Anenkov, Anton Čehov, Fjodor Mihajlovič Dostojevski, Maksim Gorki, Vladimir Korolenko, Nikolaj Leskov, Aleksej Remizov, Mihael Saltikov, Aleksej Tolstoj in Lev Tolstoj
- Francoski avtorji: Jean Cocteau, Alphonse Daudet, Francis Jammes, Guy de Maupassant, Francois Mauriac, Frédéric Mistral, Marcel Pagnol, Jules Supervielle, Paul Verlaine
- Belgijski avtorji: Theo Bogaerts, Ernest Claes, Ernest van der Hallen, Stijn Streuvels, Felix Timmermans
- Švedski, norveški, danski in finski avtorji: Hans Christian Andersen, Selma Lagerlöf, Frans Eemil Sillanpää, Sigrid Undset
- Nemški in avstrijski avtorji: Werner Bergengruen, Gertrud von le Fort, Johann Wolfgang von Goethe, Heinrich Heine, Novalis, Edzard Schaper, Reinhold Schneider, Adalbert Stifter, Theodor Storm, Karl Heinrich Waggerl, Ernst Wiechert
- Španski avtorji: Pere Calders, Camilo José Cela, Fernando Diaz-Plaja, Ana Maria Matute, Francisco García Pavón
- Angleški, irski in ameriški avtorji: William Ashley Anderson, Jane Barlow, Pearl S. Buck, Alistair Cooke, Charles Dickens, William Faulkner, Ila Hearn, Herman Melville, Christopher Morley, Frank O'Connor, John Joseph O'Connor, Seán Ó Faoláin, O. Henry, Harriet Beecher Stowe

## Parodije
Čeprav je tudi sam pisal božične zgodbe, je Ivan Cankar v črtici Božične zgodbe (Naš list 1906) o žanru pisal zelo kritično in jih zaradi svetohlinstva in lažne dobrotnosti označil kot šund. V božičnih zgodbah ne vidi nobene umetnosti, saj trdi, da tovrstno zgodbo lahko napiše vsakdo. Na željo treh urednikov, naj napiše božično zgodbo, je napravil tri koncepte: eno o izgubljenem sinu, ki je blodil po svetu in se na sveti večer spokoril ter postal rodoljub, drugo o ubogem, revnem otroku, ki ga na cesti najde oče, ugotovi, da je to njegov nezakonski sin in mu kupi božično drevesce in tretjo o revni družini, katere člani so bolni in premraženi, nato pa neka dama prinese božično drevesce, za kar so zelo hvaležni. Pri vseh gre torej za nesrečne glavne osebe, nato se zgodi preobrat, nekaj dobrega oz. lepega, kar povzroči srečo in hvaležnost. Cankar v zgodbah kritizira božično sentimentalnost, ki po njegovem mnenju ni nič drugega kot opravičevanje, hinavstvo in laž. Strahotnost družbene krivičnosti, razmerje med revščino in bogastvom se najbolj razkrije ravno v predbožičnem času. Tudi Gospodična Mici (1930) Frana Milčinskega je parodija božične zgodbe. 